# Grain
Grain (förkortas gr) är en massenhet som ursprungligen baserades på vikten av ett sädeskorn. Ett troy pound gjordes från den 1 maj 1825 till standardvikt av George IV och ett grain definierades då som 1/5760 av denna vikt.. Ett avoirdupois pound definierades samtidigt som 7000 grain. 1855 fastställdes avoirdupois pound till standardvikt i stället för troy pound. Den 1 juli 1959 fastställdes ett internationellt pound (avoirdupois) till exakt 0,45359237 kg, vilket gör att ett grain sedan dess motsvarar exakt 0,06479891 gram.
Det förekommer emellertid fortfarande variationer, till exempel mäts pärlor och ädelstenar i grain som är ¼ karat, alltså 0,05 gram.
Idag används enheten grain huvudsakligen för att mäta vikten på kula och drivladdning i handeldvapen samt för bladguld.